# Cremeno
Cremeno – miejscowość i gmina we Włoszech, w regionie Lombardia, w prowincji Lecco.
Według danych na rok 2004 gminę zamieszkiwały 1012 osoby, 77,8 os./km².